# امور مالی کربن

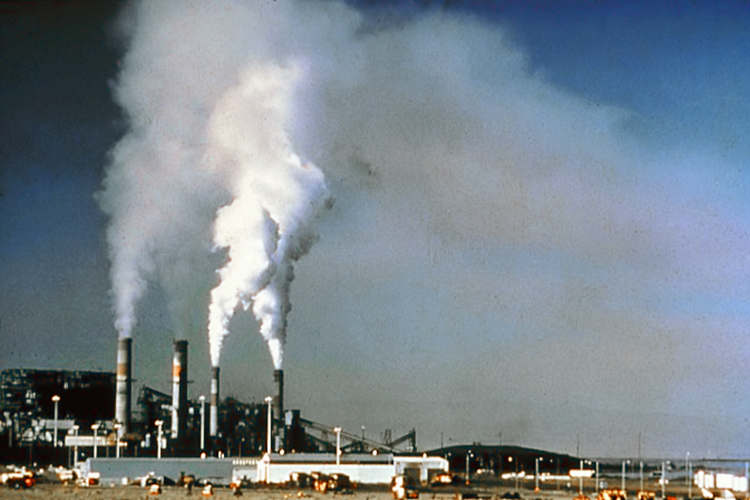
نیروگاه، سن خوان، نیومکزیکو، ایالات متحده آمریکا.

امور مالی کربن (انگلیسی: Carbon finance) شاخه‌ای جدید از مالیه محیطی است. در جهانی که گاز کربن دی‌اکسید و دیگر گازهای گلخانه‌ای منتشر می‌شوند، امور مالی کربن، به بررسی مفاهیم مالی مرتبط با کربن می‌پردازد. فرصت‌ها و ریسک‌های مالی، ترازنامهٔ شرکت را تحت تأثیر قرار می‌دهند، و در این میان ابزارهایی وجود دارند که می‌توانند با انتقال ریسک محیطی شرکت را به اهداف محیطی اش برسانند. مسائل مربوط به تغییرات آب و هوایی و انتشار گازهای گلخانه‌ای باید به عنوان بخشی از تصمیم‌گیری مدیریت استراتژیک، مورد بررسی قرار گیرند. اصطلاح امور مالی کربن، به‌طور کلی، به سرمایه‌گذاری در پروژه‌های کاهش انتشار گازهای گلخانه‌ای و خلق ابزارهای مالی قابل معامله در بازار کربن، اشاره دارد.

## تاریخچه
بازارهای کربن یکی از ابزارهای مالی سرمایه‌گذاری در پروژه‌هایی هستند که در زمان اجرای پرتوکل کیوتو، انتشار گازهای گلخانه‌ای را در کشورهای توسعه یافته و در حال توسعه کاهش دادند. کاهش اثبات شدهٔ این آلاینده‌ها در رابطه با اجرای این پروژه‌ها در تولید دارایی‌های مالی (اعتبارات کربن) استفاده می‌شود که قابلیت بازدهی در بازارهای کربن در سطح ملی و منطقه‌ای را دارند. سرمایه‌گذاری کربن به جهت فروش این اعتبارات برای جبران هزینه‌های ناشی از سرمایه‌گذاری‌های محیط زیستی به کار گرفته می‌شود.
بین سال‌های ۲۰۰۵ تا ۲۰۱۰ ارزش انباشته تجارت اعتبارات کربنی ۹۵ میلیون دلار آمریکا بوده است.
جریان‌های بزرگ سرمایه‌گذاری بخصوص از بخش خصوصی به حرکت درآمدند تا هم‌زمان با توسعهٔ اقتصادی کشورهای عضو IFC (مؤسسه مالی بین‌المللی)، اعتبارات کربنی مرتبط با محیط زیست (آب و هوا) را توسعه دهند و به کاهش تولید گازهای گلخانه‌ای کمک کنند.
کشورهای زیادی به دنبال ایجاد بازارهای کربن داخلی هستند و از قیمت‌گذاری کربن برای به دست آوردن اهداف محیط زیستی استفاده می‌کنند. انتظار می‌رود امور مالی کربن به عنوان ابزار کلیدی برای تسریع امور مالی جهت توسعهٔ پایدار بدون آلودگی محیط زیست باقی بمانند.
داشتن حضوری فعال در بازار کربن برای بیش از ۹ سال باعث شده است امور مالی کربن به عنوان یکی از کلیدهای سازنده استراتژی تجاری محیط زیستی مؤسسه مالی بین‌المللی محسوب شود. مؤسسه مالی بین‌المللی تولیدات مالی با ارزش افزوده را جهت یاری رساندن به تشکیل بازار کربن از طریق ایجاد اهرم‌های مالی روی پروژه‌های بلند مدت و ریسک‌های اعتباری در بازار موجود معرفی کرده است. این تولیدات مالی تسهیلات مالی را مدیریت نموده، محصولات دارای ضمانت کربنی را به شرکت‌های عضو یا خواهان تحویل می‌دهند و وام‌های آتی را برای پروژه‌های که کسب درآمدشان از محل فروش اعتبارات کربنی است فراهم می‌نمایند. مؤسسه مالی بین‌المللی همچنین محصولات مشاوره‌ای را به بانک‌ها ی زیر مجموعه‌ای که خواهان ورود به بازار کربن هستند را ارائه می‌دهد.

## تسهیلات کربن
آگهی ۲۰۱۲ تسهیلات کربن جهت شفاف سازی ناشی از عدم اطمینان در رابطه با پروژه‌های سازگار با محیط زیست واجدالشرایط تحت نظر مکانیزم توسعهٔ پاک به کار می‌رود که با ایجاد یک مسیر برای بازار به این امر یاری می‌رساند. این تسهیلات اخیراً جهت به‌کارگیری در بازار آتی کربن همراه با قیمت‌هایی به نسبت پایین‌تر از سطح قیمت‌های اخیر تجدید سازماندهی شده است.
مؤسسه مالی بین‌المللی اخیراً در حال مدیریت کردن دو پروژهٔ امکانات هلندی برای خرید اعتبارات کربن از طریق این مؤسسه به نفع دولت هلند می‌باشد.
تسهیلات کربنی IFC-هلند و تسهیلات کربنی اروپا-هلند در ظرف ۱۲ معامله با ۱۳۵ میلیون دلار دیگر هیچ معامله جدیدی را قبول نمی‌کنند.
IFC سه معامله ضمانت تحویل کربن را با سرمایه‌گذاری کربنی به حساب‌های IFC افشا کرده است. یک بازار کربن جا افتاده با یک علائم قیمتی طولانی مدت برای فراهم کردن این محصولات مالی به مشتریان، پیش شرط IFC می‌باشد.

## کسب درآمد از توافقات کربنی
IFC شرایط کسب ابزارهای مالی بدهی محور جدید را برای پروژه‌هایی که روی درآمدهای ناشی از فروش اعتبارات کربنی پس از سال ۲۰۱۲ اتکا دارند را ایجاد می‌کند.
با کسب درآمد از توافق کربنی، IFC پروژه‌ها را برای رسیدن به افشاء مالی (علی‌رغم اینکه کم باشند یا دارایی‌های غیر ثابت باشند) یاری می‌رساند و همچنین پروژه‌ها را برای رسیدن به وابستگی آتی به تولید اعتبارات کربنی یاری می‌کند.
نمونه‌هایی از پروژه:
IFC تجربهٔ قابل توجه‌ای در مدیریت منابع پولی دارد. در زیر مثال‌هایی از پروژه‌های مدیریت شده برای دولت هلند آمده است:
- Villa Dominico, Argentina - €5,500,000 invested for landfill gas capture
- Brascan Energetica, Brazil - € 8,500,000 invested for run-of-river hydros
- Deqingyuan, China - € 3,500,000 invested for bigoas to power
- Enercon, India - €6,600,000 invested in wind farms